# Delecke
Delecke ist ein Ortsteil der Gemeinde Möhnesee im Kreis Soest, Nordrhein-Westfalen.

## Beschreibung
Der Ort liegt westlich von Körbecke und östlich von Günne am Nordufer des Möhnesees. Mit einer Gesamtfläche von 22,5 km² ist die Gemarkung Delecke die größte der Gemeinde Möhnesee. Sie reicht vom Haarstrang im Norden über der Möhnesee bis an die Kreisgrenze im Arnsberger Wald.
Die Bauerschaft Drüggelte gehört zu Delecke. Bekannt ist die Drüggelter Kapelle.
Westrich ist in die Ortsgemeinschaft Delecke-Westrich-Drüggelte integriert, allerdings ein eigener Ortsteil von Möhnesee.
Delecke ist ein Fremdenverkehrsort mit zwei Campingplätzen, davon hat einer ein öffentliches Strandbad, zwei Yachtclubs und einer Taucherbucht.

## Geschichte
Erstmals urkundlich erwähnt wurde das Dorf 1191 als Delik. Drüggelte wurde erstmals 1217 als Druglette genannt. Die Drüggelter Kapelle stammt vermutlich aus dem 12. Jahrhundert.
Die Möhnetalsperre wurde zwischen 1908 und 1912 erbaut. Da bei der Flutung der Talsperre Teile von Delecke überschwemmt wurden, mussten von den damals 670 Einwohnern 400 umgesiedelt werden. Hierdurch verlor Delecke seinen Ortsmittelpunkt und gewachsene Strukturen wurden zerstört.
Auf dem Haarstrang wurde 1912 am höchsten Punkt des Ortes (256 m über NN) der Bismarckturm errichtet.
Am 1. September 1925 wurde der Ort Kettlersteich eingemeindet.
Zum Ende des Zweiten Weltkrieges wurde am 8. April 1945 das Delecker Viadukt von Wehrmachtsoldaten auf der Flucht vor den vorrückenden amerikanischen Truppen gesprengt (Nerobefehl). Damit war die wichtige Straßenverbindung von Soest über Delecke nach Arnsberg unterbrochen. Auf den alten Fundamenten wurde 1952 eine Spannbetonbrücke errichtet und die Lücke damit wieder geschlossen.
Am 1. Juli 1969 wurde Delecke durch das Soest/Beckum-Gesetz in die Gemeinde Möhnesee eingegliedert.

## Neubebauung
Durch die in den 1970er Jahren neu ausgewiesenen Baugebiete Am Sonnenhang, Krummer Weg und Am Soestdorn wurde die Bebauung mit Wohnhäusern gefördert und die Bevölkerung nahm zu.

## Ortsansichten

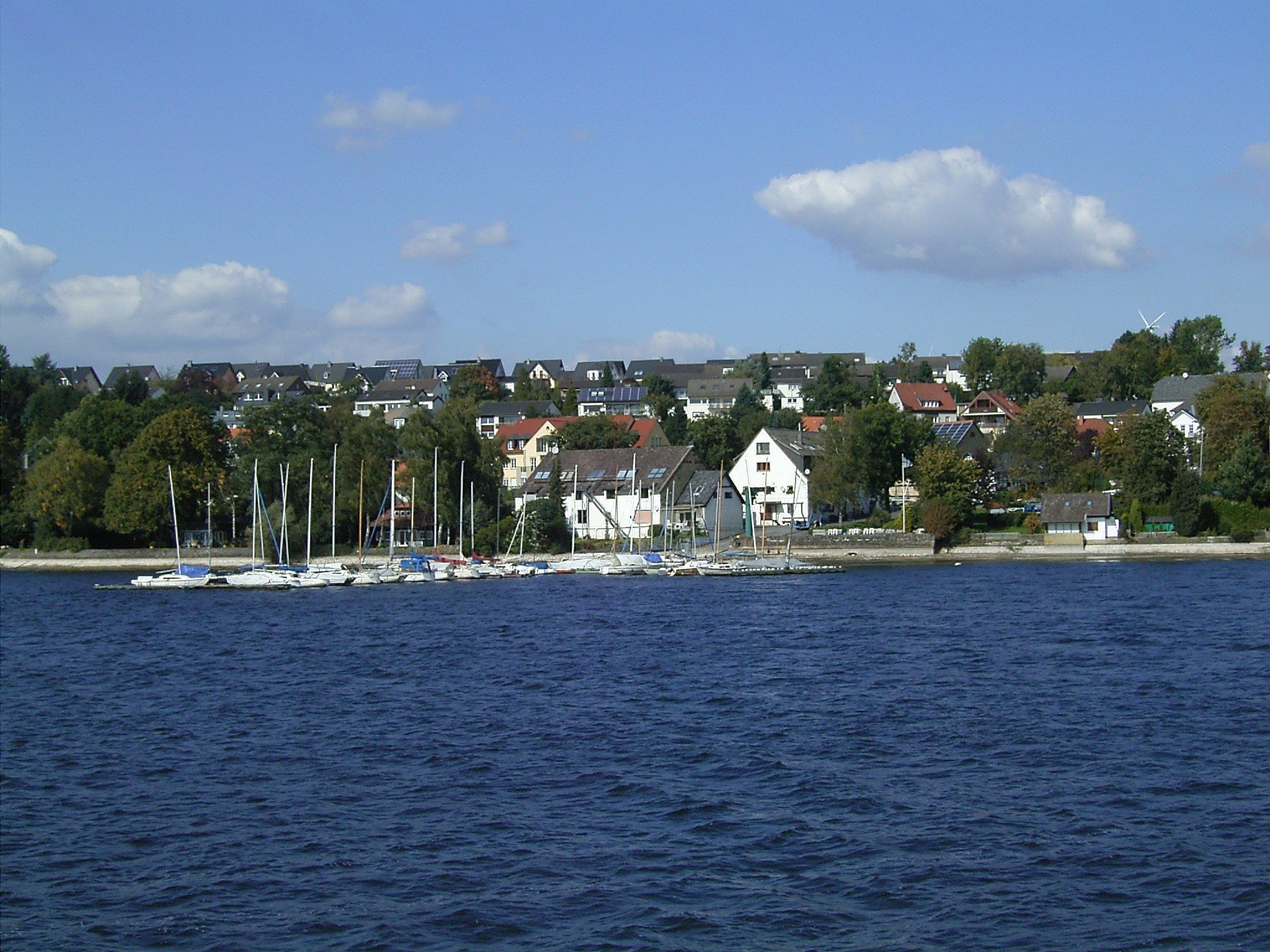
Yachthafen Delecke (2007)
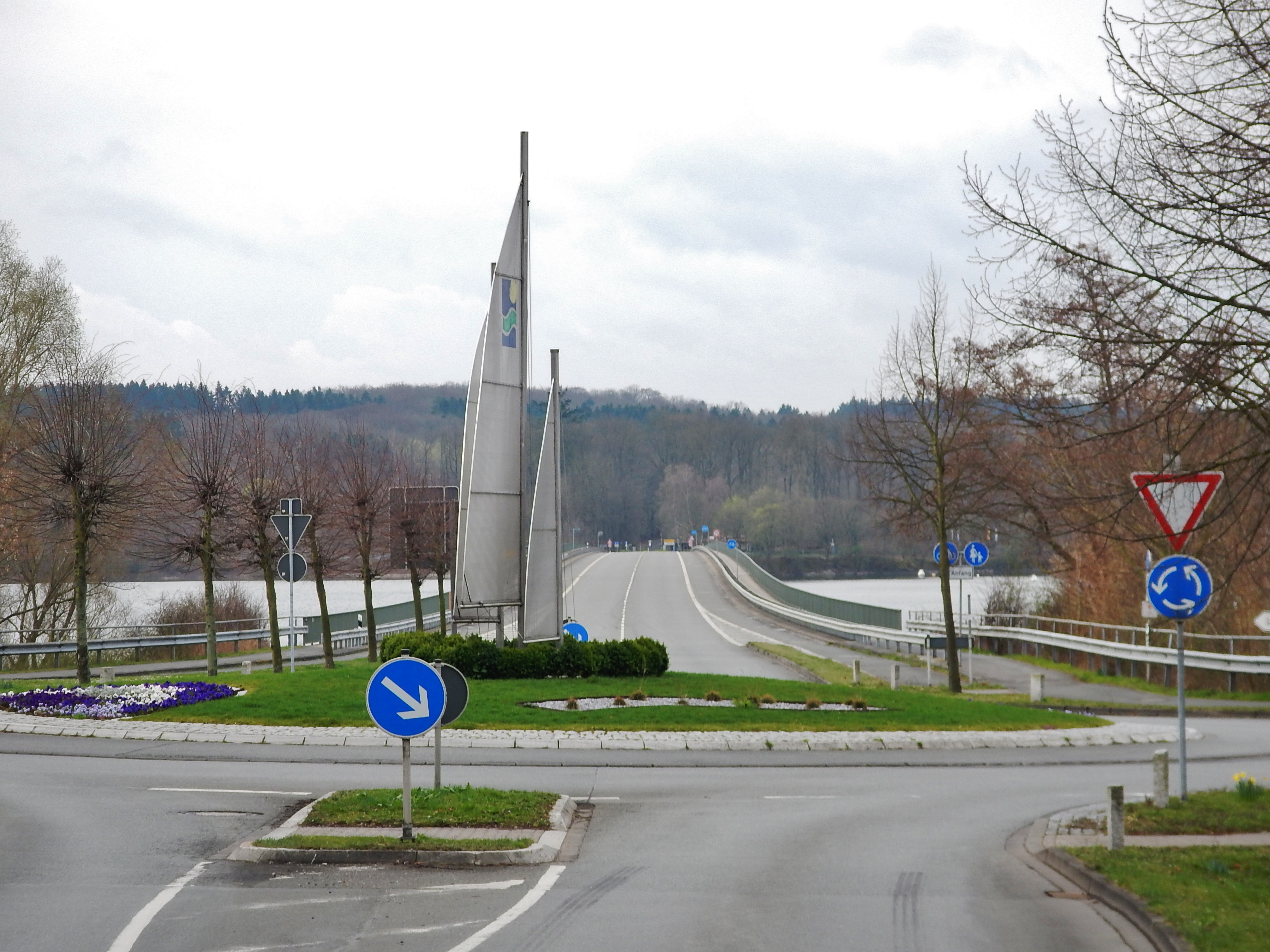
Delecker Brücke (2014)
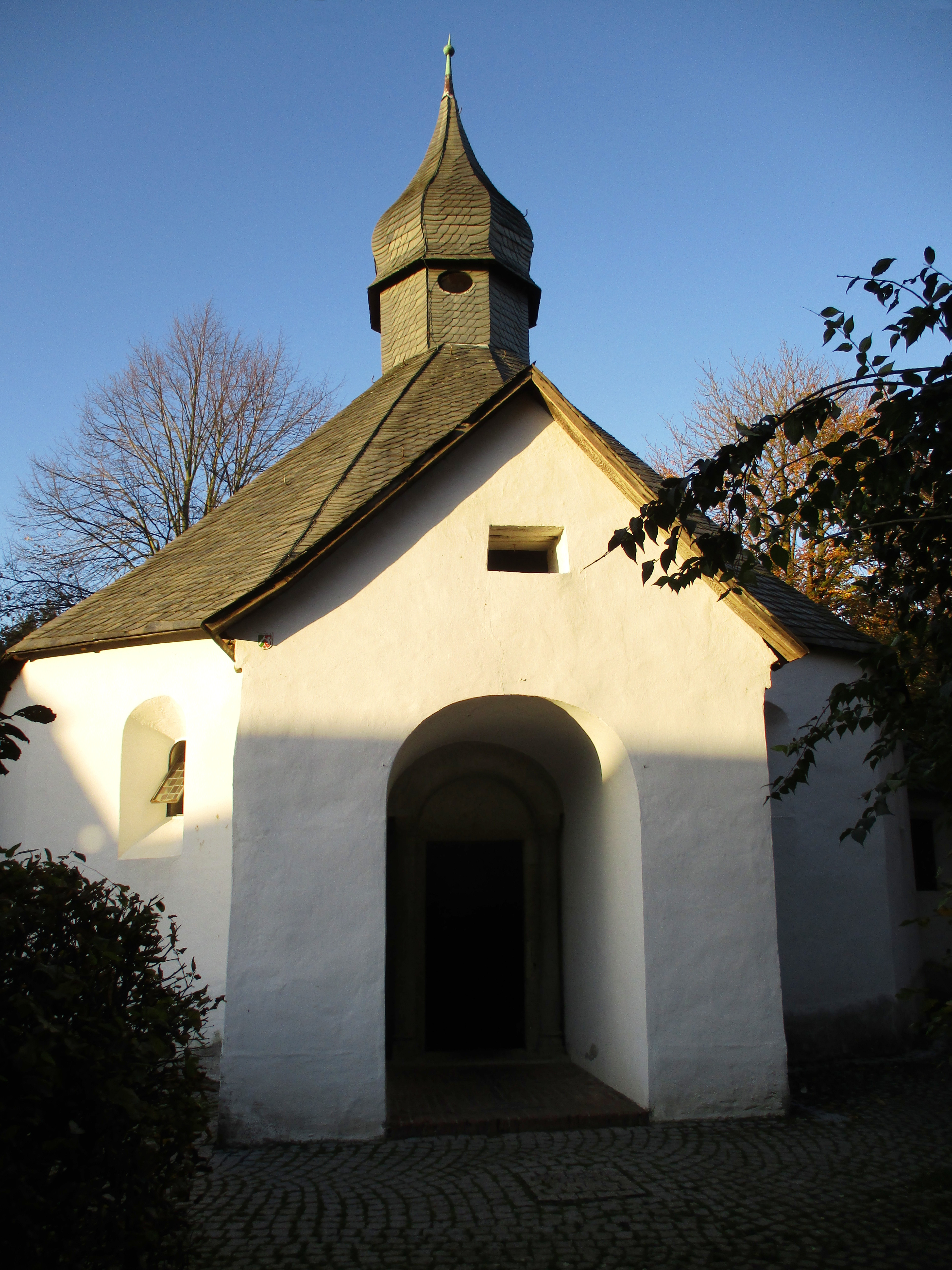
Drüggelter Kapelle (2024)
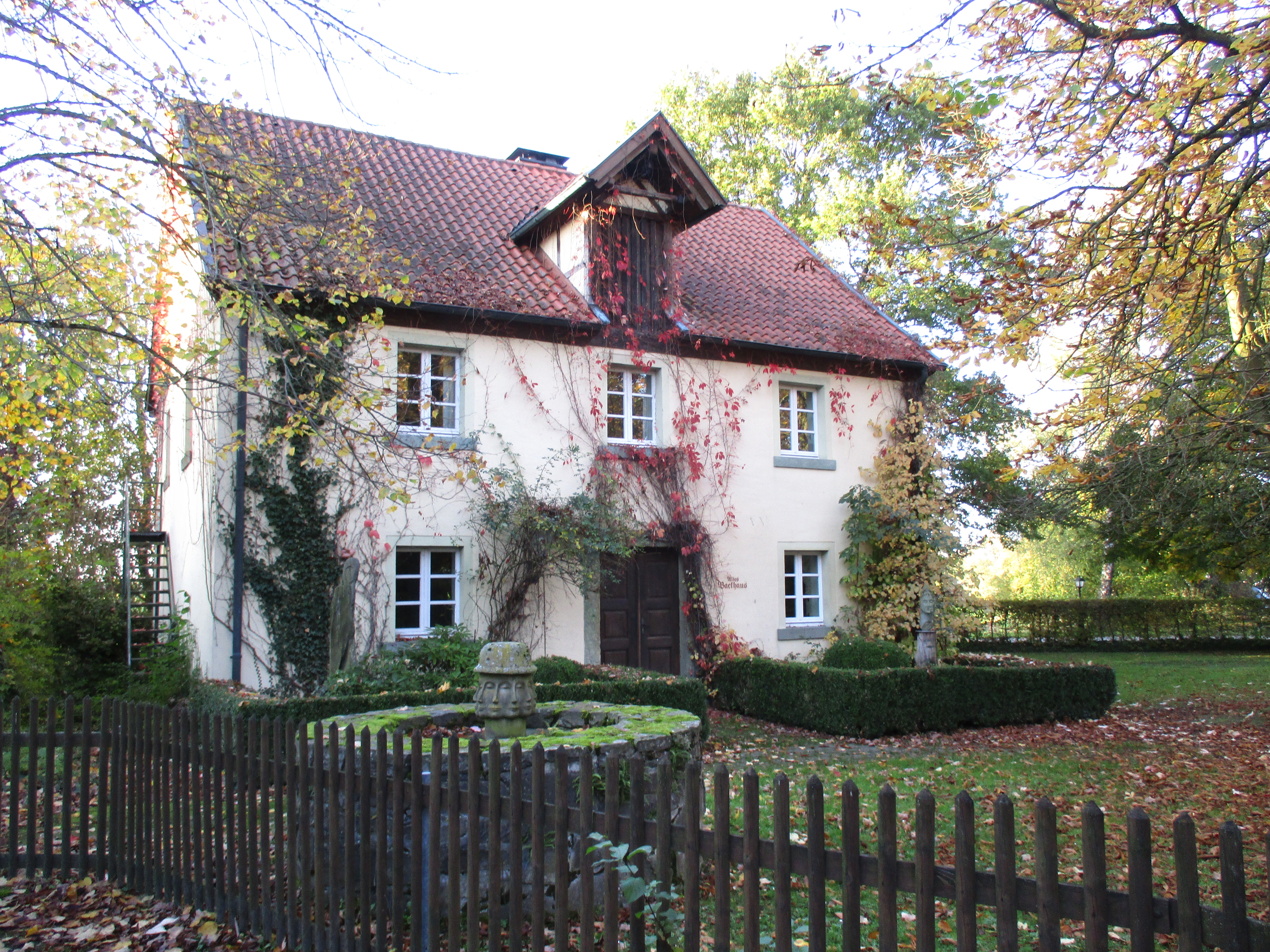
"Altes Backhaus" an der Drüggelter Kapelle mit Skulpturengarten.
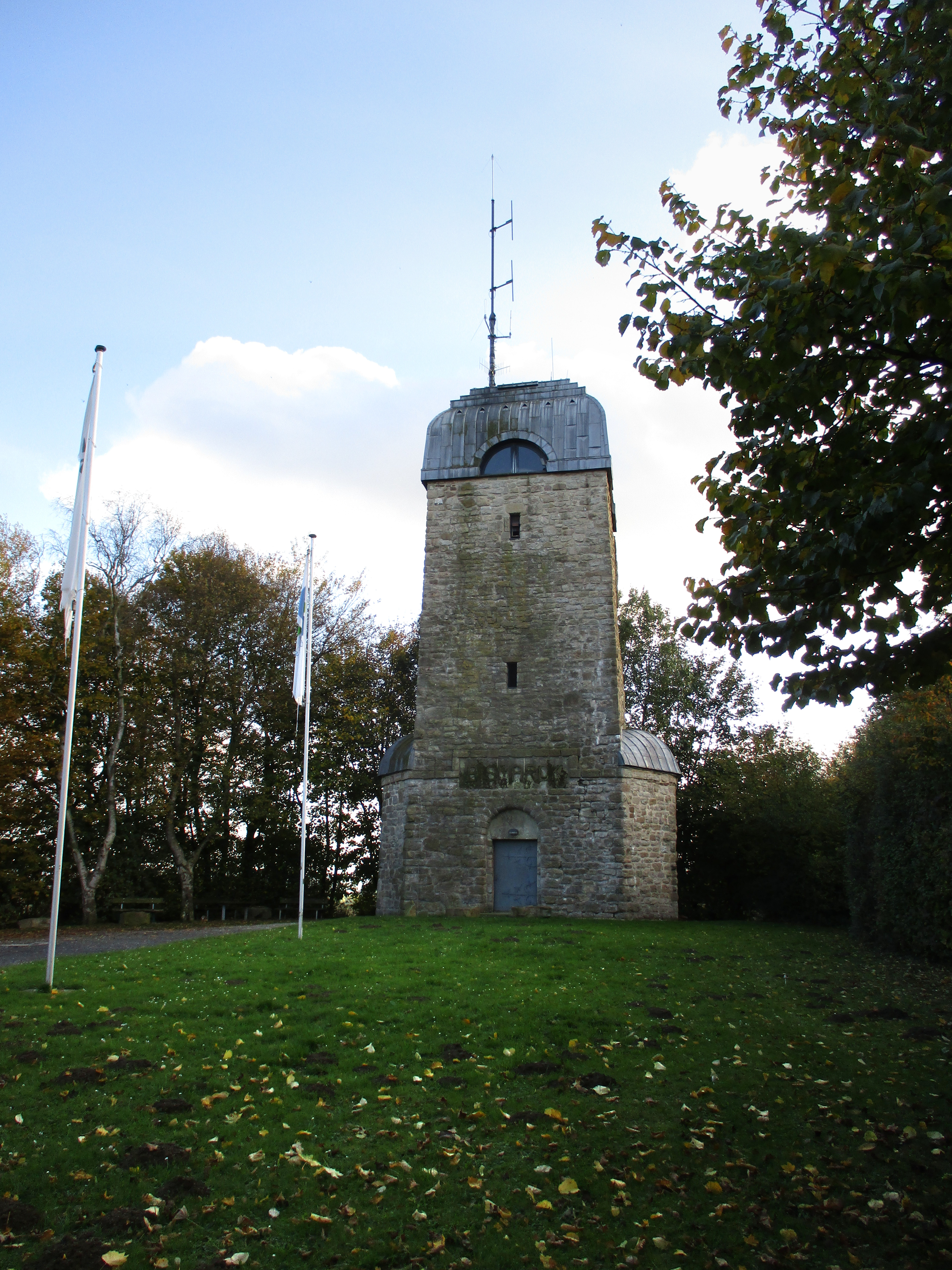
Bismarckturm Delecke (2024)
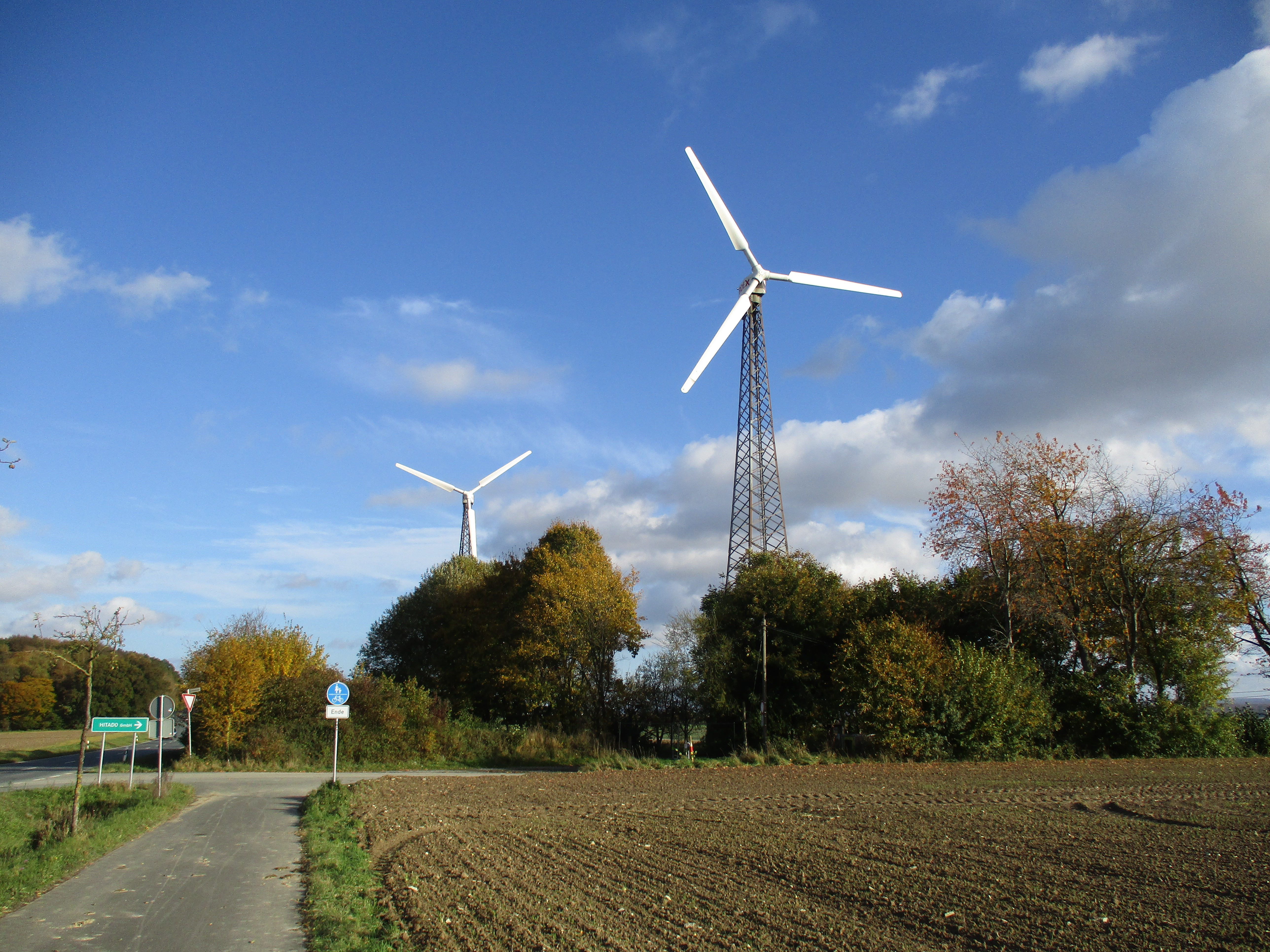
Pionierwindkraftanlage "Möhnewind III" in Dreihausen, erbaut 1992. (2024)
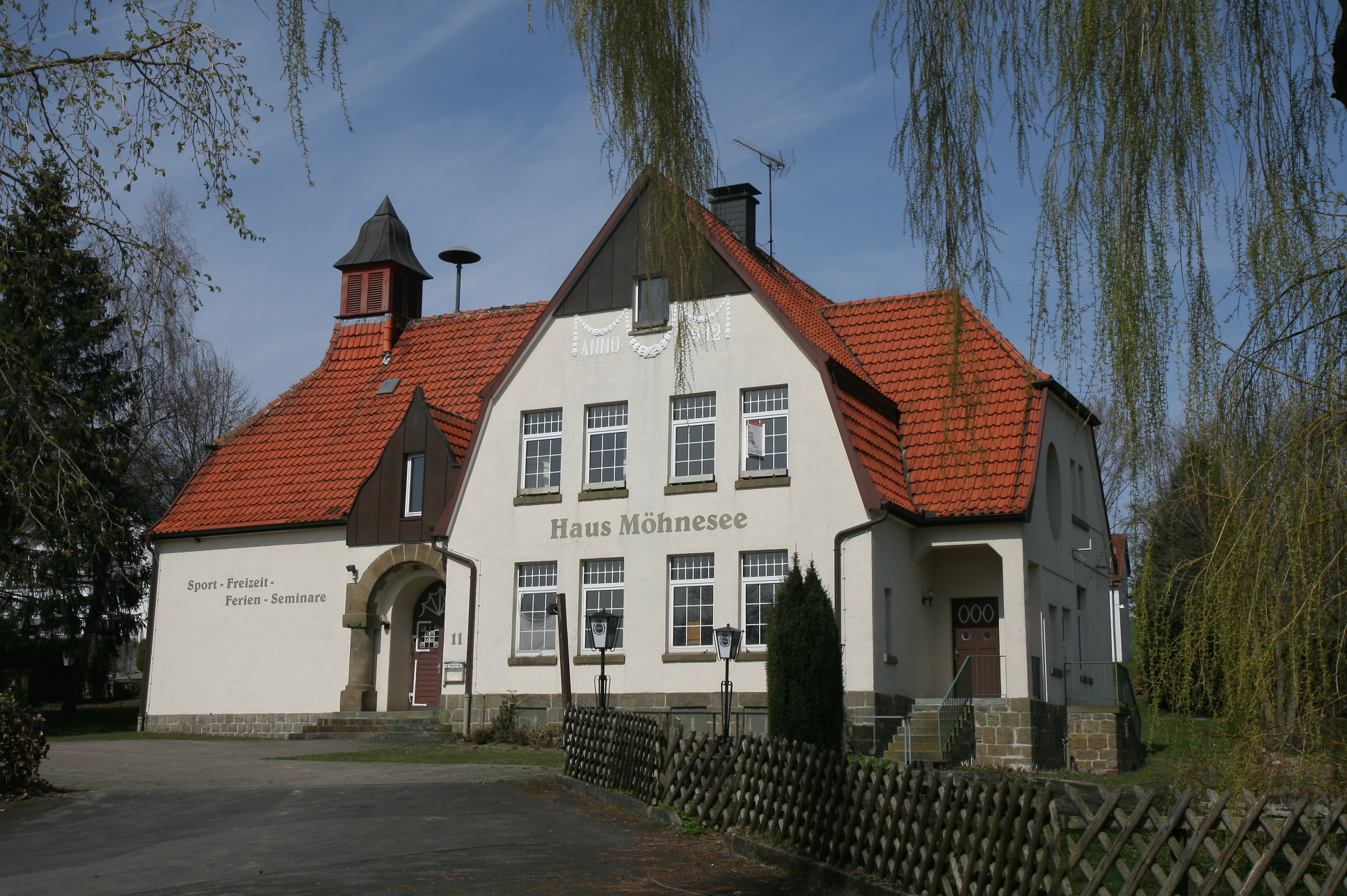
Alte Schule in Delecke (2010)
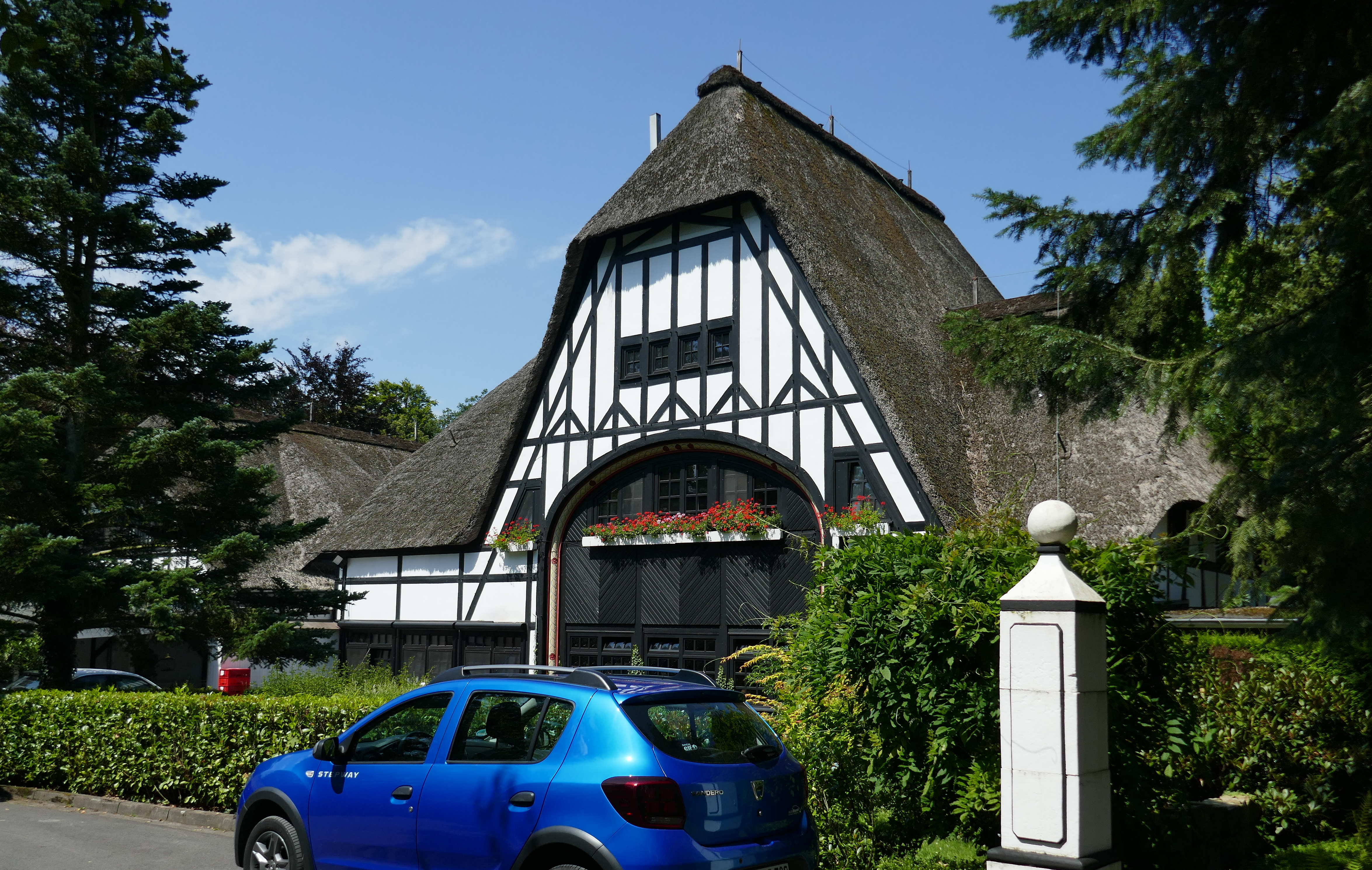
Torhaus in Delecke (2024)
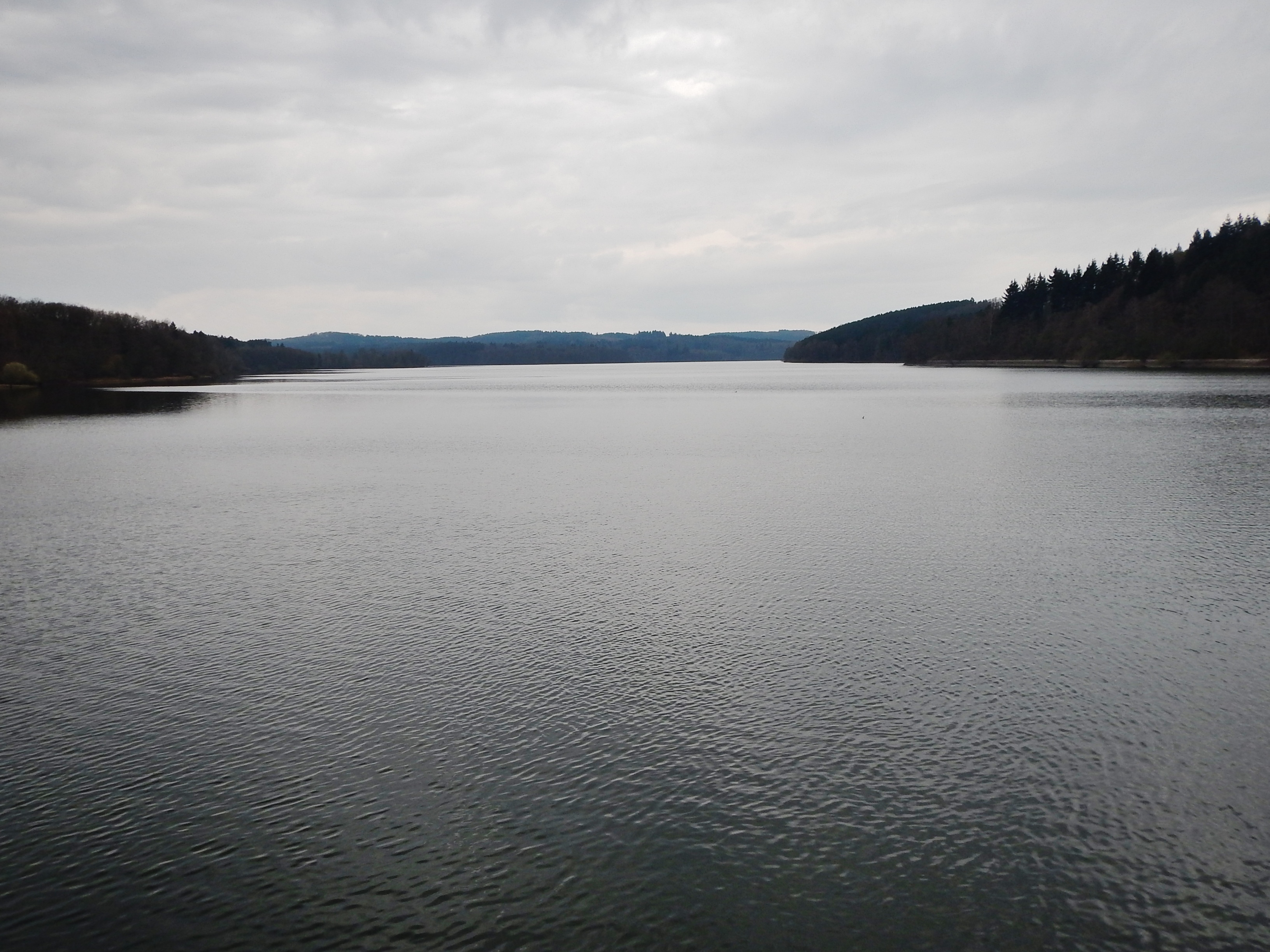
Naturschutzgebiet „Hevearm und Hevesee“ (2014)
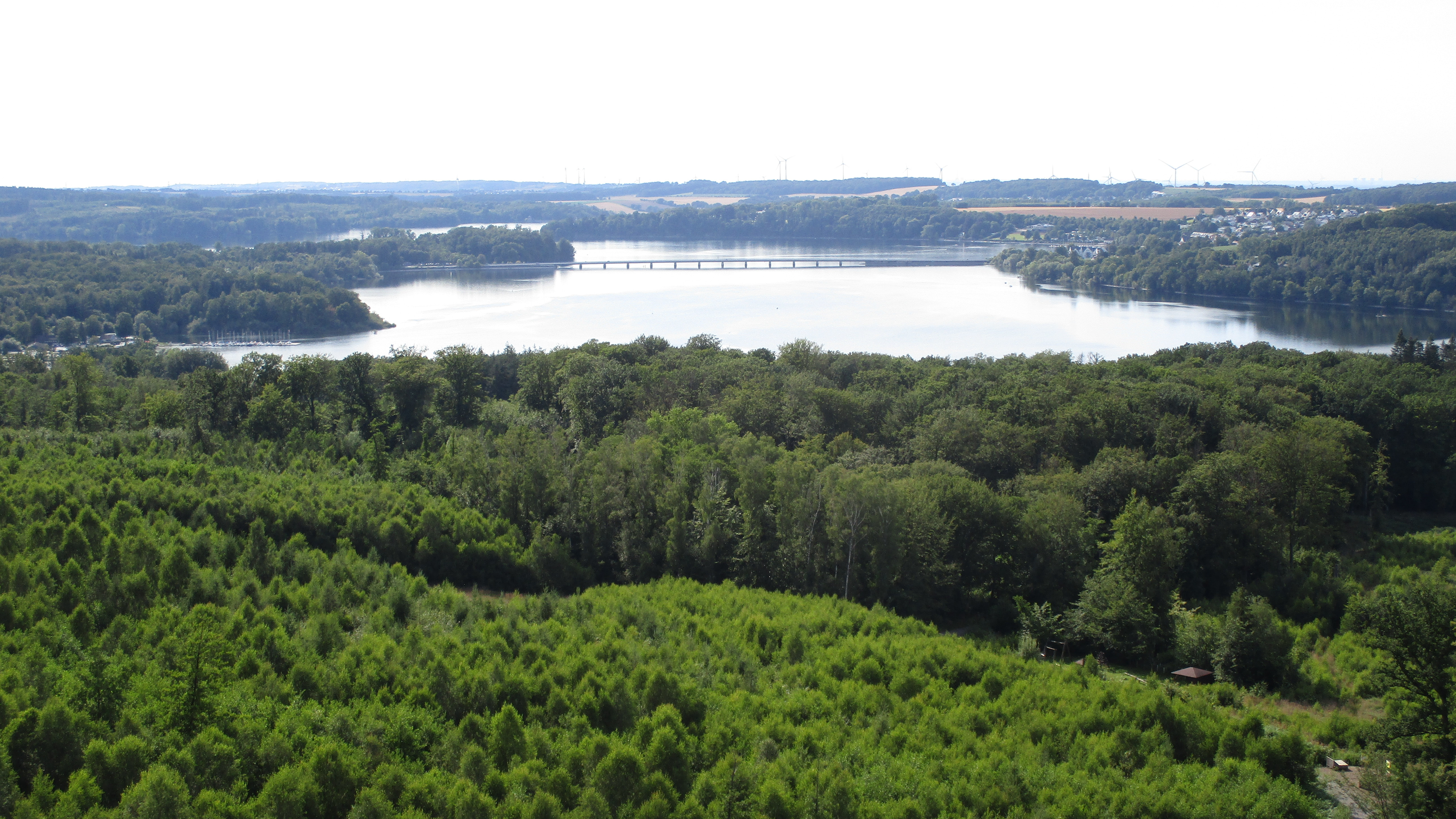
Delecke am Möhnesee (2024)